# كاريتاس القدس
كاريتاس القدس هي منظمة كاثوليكية غير ربحية مقرها في القدس وتعمل بشكل رئيسي في الأراضي الفلسطينية. تأسست عام 1967 وهي منظمة المساعدة الرسمية للكنيسة الكاثوليكية في فلسطين وإسرائيل. تشير المنظمة إلى المناطق التي تعمل فيها باسم "الأراضي المقدسة".
تنفذ كاريتاس القدس خدمات الرعاية الاجتماعية وتقدم مساعدات إنسانية. وهي عضو في كل من كاريتاس الدولية وكاريتاس مونا.

## خلفية
تأسست كاريتاس القدس عام 1967 بعد حرب 1967 لتنسيق جهود الإغاثة الكاثوليكية.
في عام 2022، شملت أنشطة كاريتاس القدس تجديد المنازل، وتوزيع الطرود الغذائية، وأنشطة الإدماج للأشخاص ذوي الإعاقة، وأنشطة التكامل في سوق العمل للنساء والشباب، وأنشطة الرعاية الصحية وتعزيز الصحة، بالإضافة إلى دعم آخر للفئات الضعيفة. وجرت هذه الأنشطة في الضفة الغربية وغزة والقدس الشرقية.
خلال الأزمة الإنسانية في غزة 2023، أنشأت كاريتاس القدس عيادة مؤقتة في شمال القطاع في فبراير 2024 وثماني عيادات متنقلة للنازحين في رفح. قُتل فني مختبر وصيدلي يعملان لدى كاريتاس القدس خلال تفجيرات في أكتوبر ونوفمبر 2023.

## الحكم

### الرؤساء
- حوالي 2006: ميشيل صباح[10]
- حوالي 2010: فؤاد طوال[11]
- حاليا: بييرباتيستا بيتزابالا[12]

### الأمناء العامون
- 1987-2013: كلوديت حبش[13]
- 2013-2017: الأب. رائد أبو سهلية[14]
- 2017-2022: الأب بريدجيت تيغي[15]
- 2022 إلى الوقت الحاضر: أنطون أصفر[16]

## روابط خارجية
- الموقع الرسمي
 باللغة الإنجليزية